# Salvador Valdés Mesa

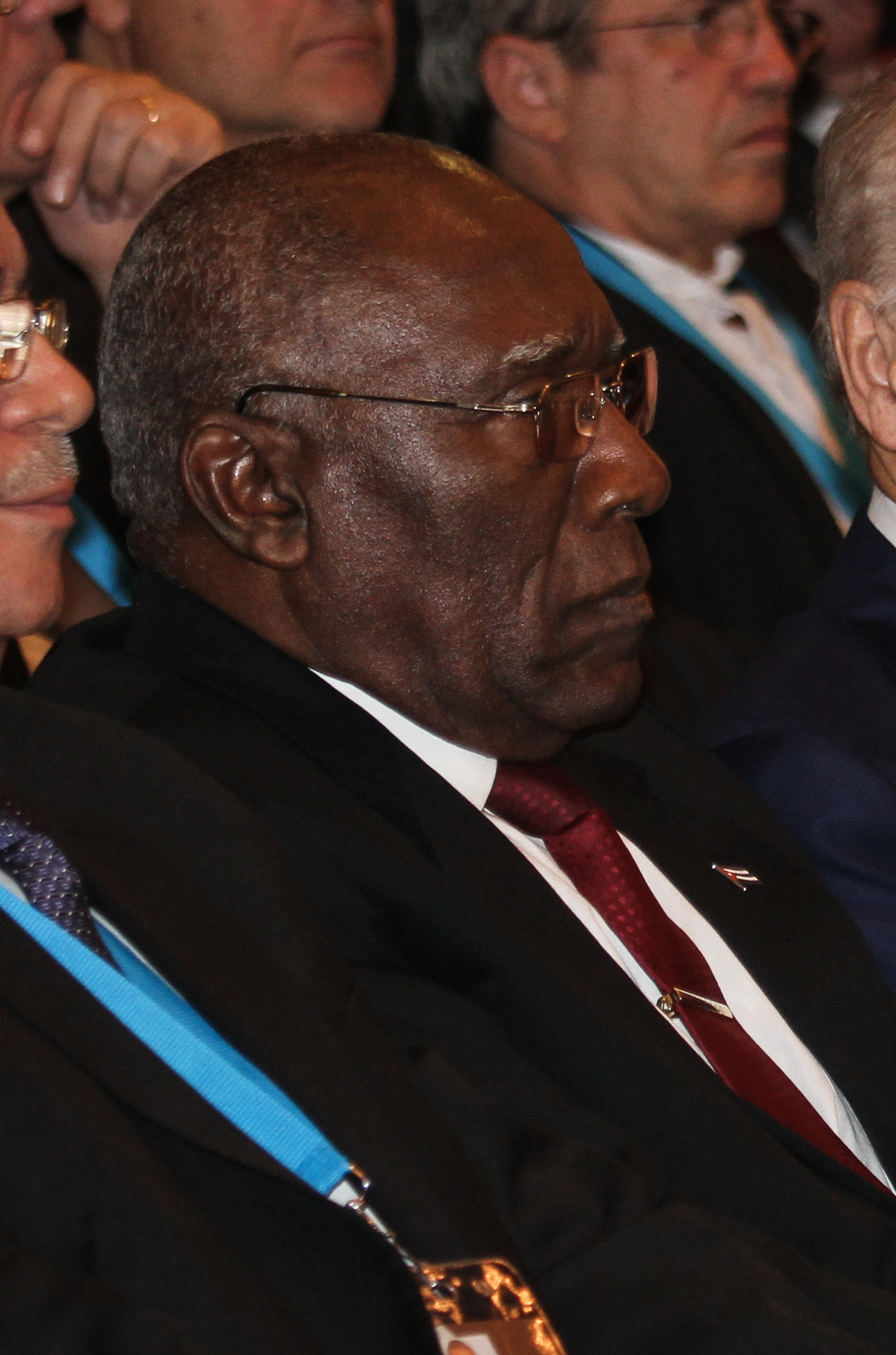
Salvador Antonio Valdés Mesa (2016).

Salvador Antonio Valdés Mesa (* 13. Juni 1945 in Amancio Rodríguez, Provinz Las Tunas) ist ein kubanischer Politiker der Kommunistischen Partei Kubas (PCC), der unter anderem zwischen 1995 und 1999 Minister für Arbeit und Soziale Sicherheit sowie von 2006 bis 2013 Generalsekretär der Zentralen Arbeiterschaft der Republik Kuba CTC. Er ist seit 2008 Mitglied des Politbüros des Zentralkomitees der PCC und war von 2013 bis 2018 zunächst stellvertretender Vorsitzender sowie anschließend zwischen 2018 und 2019 Erster stellvertretender Vorsitzender des Staatsrates. 2019 übernahm er schließlich das Amt des Vizepräsidenten der Republik Kuba.

## Leben
Salvador Antonio Valdés Mesa begann seine berufliche Tätigkeit 1959 als Landarbeiter und absolvierte später ein Studium der Agrarwissenschaften, welches er als Agraringenieur beendete. 1961 trat er den Nationalrevolutionären Milizen MNR (Milicias Nacionales Revolucionarias) und war auch aktives Mitglied der Vereinigung der jungen Rebellen AJR (Asociación de Jóvenes Rebeldes), aus der 1962 der Kommunistische Jugendverband UJC (Unión de Jóvenes Comunistas) hervorging. Er war Generalsekretär der AJR von Amancio Rodríguez und 1962 Mitglied der ationalen Kommission, die in mehreren Regionen der Provinz Camagüey an der Gründung der Vereinigten Partei der Sozialistischen Revolution (Partido Unido de la Revolución Socialista) beteiligt war und aus der nach Umbenennung am 3. Oktober 1965 die Kommunistische Partei Kubas PCC (Partido Comunista de Cuba) hervorging. 1968 wurde er zunächst Mitglied und einige Zeit darauf Generalsekretär des Gemeindekomitees der PCC von Santa Cruz del Sur.
1971 begann Valdés Mesa seine Gewerkschaftsarbeit, als er zum Generalsekretär der Zentralen Arbeiterschaft von Kuba CTC (Central de Trabajadores de Cuba) in der Region Santa Cruz del Sur und zum hauptberuflichen Mitglied des CTC-Sekretariats in der Provinz Camagüey ernannt wurde. 1976 wurde er außerdem erstmals Mitglied des Staatsrates (Consejo de Estado de Cuba), dem er bis 2003 angehörte. Nachdem er von 1980 bis 1983 Leiter der Abteilung für Massenorganisationen des Provinzkomitees der Partei der Provinz Camagüey war, wurde er zunächst 1983 Zweiter Sekretär und 1985 Erster Sekretär des Gemeindekomitees der PCC von Santa Cruz del Sur. Auf dem XVI. Kongress des CTC wurde er zum Zweiten Sekretär und 1992 zum Generalsekretär der Nationalen Gewerkschaft der Land- und Forstarbeiter SNTAF (Sindicato Nacional de Trabajadores Agropecuarios y Forestales) gewählt, eine Aufgabe, die er gleichzeitig mit der des Zweiten Sekretärs des CTC innehatte. Auf dem IV. Parteitag (10. bis 14. Oktober 1991) wurde er erstmals zum Mitglied der Zentralkomitees (ZK) der PCC gewählt und gehörte diesem Parteigremium seither an. Er ist ferner seit 1993 Abgeordneter der Nationalversammlung der Volksmacht ANPP (Asamblea Nacional del Poder Popular), in der er derzeit den Wahlkreis „139 Güines“ vertritt.
Am 2. März 1995 wurde Salvador Valdés als Nachfolger von Francisco Linares Calvo zum Minister für Arbeit und Soziale Sicherheit (Ministro de Trabajo y Seguridad Social) in den Ministerrat Kubas berufen und bekleidete dieses Ministeramt bis zum 28. Dezember 1999, woraufhin Alfredo Morales Cartaya seine Nachfolge antrat. Im Anschluss fungierte er zwischen 1999 und 2006 als Erster Sekretär des Komitees der PCC der Provinz Camagüey Auf dem XIX. Kongress des CTC wurde er am 11. Juni 2006 zum Generalsekretär des CTC gewählt und behielt diese Funktion bis zu seiner Ablösung durch Ulises Guilarte de Nacimiento am 23. März 2013. 2008 wurde er Mitglied des Politbüros des ZK und gehört diesem obersten Führungsgremium der PCC seither an. 2008 wurde er abermals Mitglied des Staatsrates und wurde fünf Jahre später 2013 sowohl Vizepräsident des Staatsrates als auch Vizepräsident des Ministerrates. 2018 wurde er schließlich Erster Vizepräsident des Staatsrates.

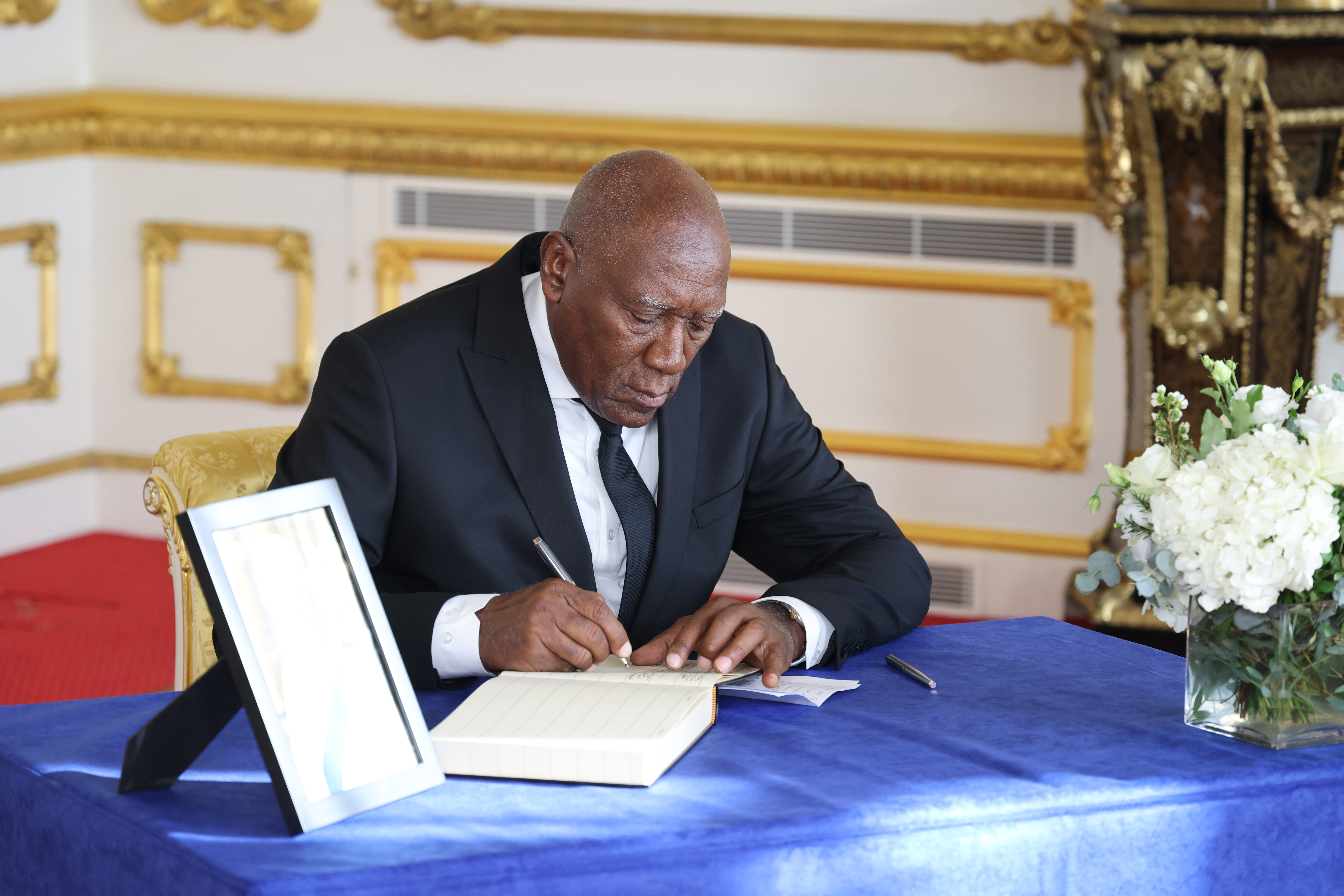
Vizepräsident Valdés Mesa beim Eintrag in das Kondolenzbuch von Königin Elisabeth II. (18. September 2022).

Durch die Verfassungsänderung von 2018/19 und das Gesetz Nr. 131/2019 „Gesetz über die Organisation und Arbeitsweise der Nationalversammlung der Volksmacht und des Staatsrates der Republik Kuba“ wurde die Aufgabe des Staatsrates, der bislang als kollektives Staatspräsidium neu geregelt und das Amt des Präsidenten sowie des Vizepräsidenten der Republik Kuba geschaffen. Daraufhin wurde Miguel Díaz-Canel am 10. Oktober 2019 mit 579 der 580 Stimmen der Nationalversammlung zum Präsidenten der Republik Kuba gewählt, während Salvador Antonio Valdés Mesa, der auch Mitglied der Komitees zur Verteidigung der Revolution CDR (Comités de Defensa de la Revolución) war, mit 569 der 580 Stimmen zum Vizepräsidenten der Republik Kuba gewählt wurde. Auch als Vizepräsident widmete er sich Arbeitnehmer- und Gewerkschaftsfragen.
Für seine Verdienste erhielt Valdés bislang die Medaillen „XX Aniversario de la Alfabetización“, „XX Aniversario de la UJC“, „Jesús Menéndez“, „Combatiente de la Guerra de Todo el Pueblo“ und „50 Aniversario de las FAR“.